# Alessandro Alessandri
Alessandro Alessandri (Nápoles, 1461 – Roma, 2 de outubro de 1523), também conhecido como Alexander ab Alexandro, foi um jurista italiano.

## Biografia
Alessandri nasceu em Nápoles, estudou Direito e trabalhou como advogado em Nápoles e Roma. Mais tarde, insatisfeito com o que ele considerou ser uma administração corrupta da justiça, começou a estudar filologia e antiguidades. Seu trabalho intitulado Dies Geniales foi lançado em Roma em 1522 e construído segundo o modelo do Noctes Atticae, de Aulo Gélio, e da Saturnalia, de Macróbio. É constituído de uma listagem confusa, não sequencial, de itens heterogêneos relacionados à filologia, antiguidades, direito, sonhos, espectros, etc., e caracteriza-se por considerável credulidade. Uma sinecura concedida a ele pelo papa, permitiu-lhe levar uma vida confortável em Roma, onde morreu em 2 de outubro de 1523.